# Щавель шпинатный
Щаве́ль шпина́тный (лат. Rúmex patiéntia) — многолетнее травянистое растение; типовой вид рода Щавель семейства Гречишные (Polygonaceae).

## Распространение и среда обитания
Растение распространено на большей части Евразии от Восточной Европы до Китая. На территории России произрастает в Европейской части, в Сибири и на Алтае, на Дальнем Востоке расселено вплоть до Сахалина.
Встречается у жилья людей и на обочинах дорог. Местообитания приурочены к берегам рек, селится на лугах и по лесным полянам, предпочитает сырые почвы.

## Ботаническое описание
Растение с прямостоящим стеблем, достигающее 140 см в высоту. Стебель толстый, покрыт бороздками, в верхней части ветвящийся.
Нижние листья продолговато-ланцетной формы или яйцевидные, с заострёнными или тупыми концами, размером от 10 до 35 см в длину и шириной 5—10 см. Листовые пластинки с немного волнистыми краями, у основания имеют закруглённую или сердцевидную форму, сидят на длинных черешках с желобком сверху. Верхние листья относительно мелкие, посажены на короткие черешки, с пластинками ланцетовидной формы.
Цветки собраны в густое метельчатое соцветие, образованное цветочными мутовками из 10—16 цветков, составляющими безлистные кисти. В нижней части цветоножек имеются утолщённые сочленения.

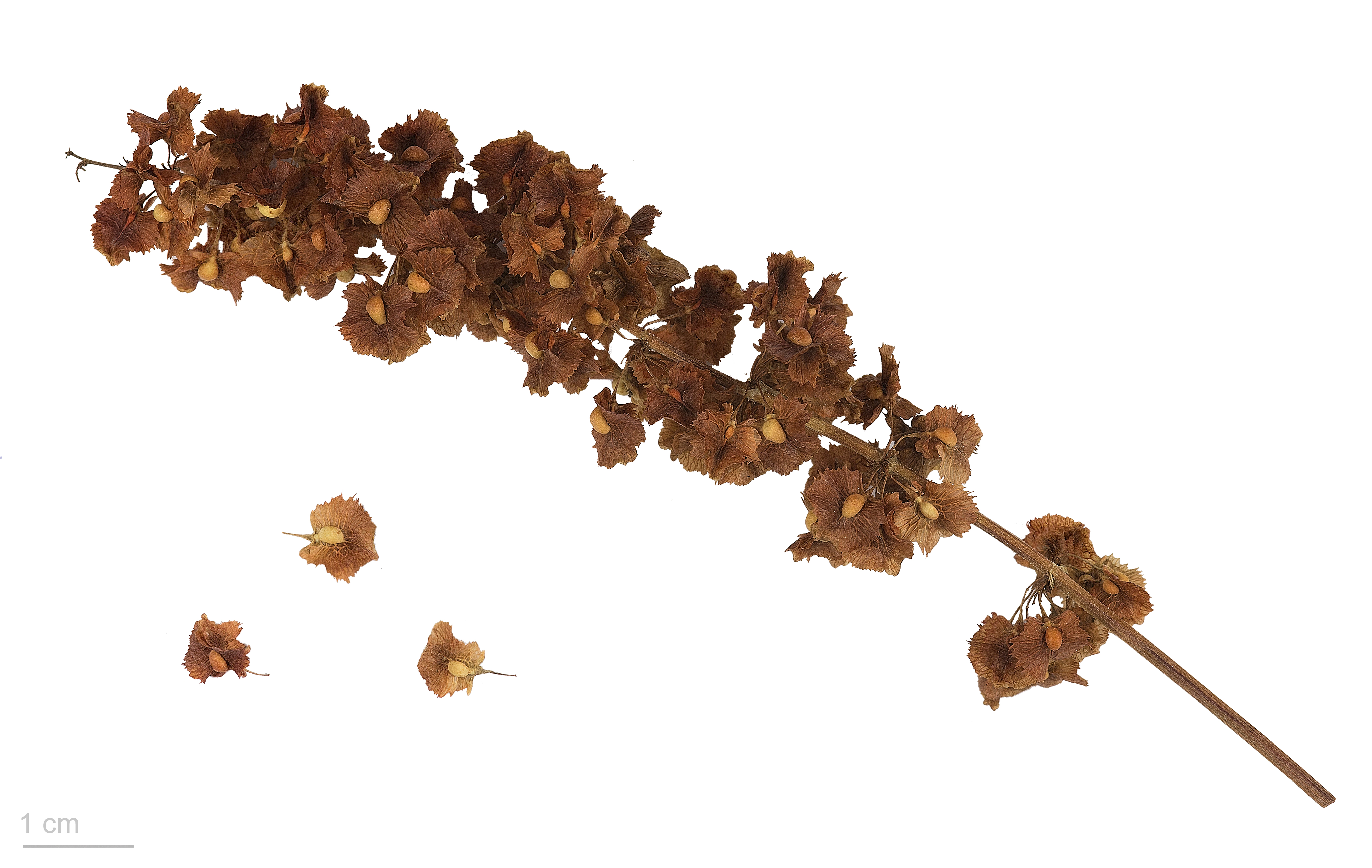
Плод и семена

Плоды содержат трёхгранные семена овальной формы, остроконечные, светло-бурого цвета, длиной до 3 мм, в ширину могут достигать 2 мм. Цветение проходит в июне — июле, плодоношение наступает в июле — августе.
Кариотип: 2n = 40.

## Химический состав
Семена содержат в абсолютно сухом состоянии в %: золы 10,0, протеина 15,0, сырого жира 6,2, клетчатки 10,0, БЭВ 58,8. 
Содержание аскорбиновой кислоты ( в мг на 1 кг абсолютно сухого вещества): в цветках 745, в листьях 10 050. Высоковитаминное растение.

## Хозяйственное значение и применение
Листья пригодны в пищу в качестве овоща, может употребляться в сыром или отваренном виде, как шпинат. Растение может упоминаться под названием «английский шпинат».
Корни использовались как кровоостанавливающее растение.

## Таксономия
Rumex patientia L., Species Plantarum 1: 333–334. 1753.

### Синонимы
- Acetosa patientia (L.) M.Gómez
- Lapathum hortense Garsault nom. inval.
- Lapathum hortense Lam.
- Rumex callosus (F.Schmidt ex Maxim.) Rech.f.
- Rumex interruptus Rech.f.
- Rumex tibeticus Rech.f.

### Подвиды
- Rumex patientia subsp. orientalis (Bernh. ex Schult. & Schult.f.) Danser
  - [syn.  Rumex lonaczewskii Klokov]
  - [syn.  Rumex orientalis Bernh. ex Schult. & Schult.f.]
- Rumex patientia subsp. recurvatus (Rech.) Rech.f.
  - [syn.  Rumex recurvatus Rech.]